# Valeriana senecioides
Valeriana senecioides är en kaprifolväxtart som beskrevs av Rodolfo Amando Philippi. Valeriana senecioides ingår i släktet vänderötter, och familjen kaprifolväxter. Inga underarter finns listade i Catalogue of Life.